# Гао Юйлань
Гао Юйлань (кит. упр. 高玉兰, пиньинь Gāo Yùlán; род. 3 октября 1982, Цзиньчжоу, Ляонин) — китайская гребчиха, выступавшая за сборную Китая по академической гребле в период 2004—2012 годов. Серебряная призёрка летних Олимпийских игр в Пекине, участница многих регат национального и международного значения.

## Биография
Гао Юйлань родилась 3 октября 1982 года в городском округе Цзюцзян провинции Цзянси, КНР. 
Дебютировала на взрослом международном уровне в сезоне 2004 года, когда вошла в основной состав китайской национальной сборной и выступила на этапе Кубка мира в Люцерне, где в зачёте парных четвёрок заняла итоговое восьмое место.
В 2006 году побывала на чемпионате мира в Итоне и финишировала в парных четвёрках четвёртой.
В 2007 году в распашных безрульных двойках победила на этапе Кубка мира в Амстердаме.
Одержав победу на двух этапах Кубка мира 2008 года, благополучно прошла отбор на домашние летние Олимпийские игры в Пекине. Вместе с напарницей У Ю в программе женских распашных безрульных двоек пришла к финишу второй, уступив в решающем заезде только экипажу из Румынии — тем самым завоевала серебряную олимпийскую медаль.
После пекинской Олимпиады Гао осталась в составе гребной команды Китая на ещё один олимпийский цикл и продолжила принимать участие в крупнейших международных регатах. Так, в 2011 году она выступила на чемпионате мира в Бледе, где заняла четвёртое место в безрульных двойках.
Благодаря череде удачных выступлений удостоилась права защищать честь страны на Олимпийских играх 2012 года в Лондоне, однако на сей раз попасть в число призёров не смогла — в программе безрульных двоек сумела квалифицироваться лишь в утешительный финал B и расположилась в итоговом протоколе соревнований на седьмой строке. Вскоре по окончании этого сезона приняла решение завершить спортивную карьеру.